# السوادة (بني مطر)

تعديل مصدري - تعديل

السوادة هي إحدى قرى عزلة بقلان بمديرية بني مطر التابعة لمحافظة صنعاء، بلغ تعداد سكانها 367 نسمة حسب تعداد اليمن لعام 2004.